# Championnat de Bosnie-Herzégovine de hockey sur glace
Le BiH Hockey League est le meilleur niveau de hockey sur glace en Bosnie-Herzégovine il y a 3 équipe dans la ligue.

## Équipes
- Divlje Macke Sarajevo
- HK Bosna Lisice
- HK Ilidža 2010
- HK Stari Grad Vukovi
- HK Sarajevo Medvjedi
- Team BiH U18

### Anciennes équipes
- Blue Bulls Sarajevo
- HK Jahorina
- HK Šampion

## Champions
- 2003 - HK Bosna Lisice[1]
- 2010 - HK Stari Grad Vucovi
- 2011 - HK Bosna Lisice
- 2012 - HK Ilidža 2010
- 2013 - HK Stari Grad Vucovi
- 2014 - HK Stari Grad Vucovi
- 2015 - Blue Bulls Sarajevo
- 2018 - HK Bosna Lisice
- 2019 - HK Stari Grad Vucovi
- 2020 - HK Stari Grad Vucovi
- 2021 - HK Medvjedi Sarajevo[2]